# Antigo Exército Nacional de Uganda
O Antigo Exército Nacional de Uganda (em inglês:  Former Uganda National Army, abreviado como FUNA) foi um grupo rebelde de Uganda ativo durante a Guerra Civil de Uganda e as subsequentes insurgências no país. O grupo reivindicava ser uma continuação do Exército de Uganda sob Idi Amin e era composto principalmente por partidários de Amin. Passou a ser liderado pelo general Isaac Lumago e pelo brigadeiro Amin Onzi. O grupo atuava principalmente no norte de Uganda, bem como no Zaire e no Sudão, onde operavam bases de retaguarda e adquiriam armas e equipamentos.
Inicialmente, o grupo lutou contra o governo de Milton Obote até 1985, quando o oficial militar Tito Okello empreendeu um golpe de Estado e derrubou o governo de Obote. A partir de então até a ascensão de Yoweri Museveni como presidente em 1986, apoiou o governo de Okello contra os rebeldes do Movimento de Resistência Nacional. Depois que Museveni assumiu o poder, o FUNA mais uma vez se tornou um movimento rebelde. A grupo se desfez no final da década de 1990 e muitos de seus combatentes se juntaram à Frente de Resgate Nacional de Uganda II e à Frente do Banco do Nilo Ocidental.